# Smerdi
Bardiya, anche Bardia o Smerdi (in persiano antico: 𐎲𐎼𐎮𐎡𐎹, Bardiya; greco antico: Σμέρδις, Smerdis; fl. VI secolo a.C.), fu un figlio di Ciro II, fratello più giovane di Cambise II.
Dopo la sua morte, il suo nome sarebbe stato usurpato da un impostore, il cui vero nome sarebbe stato Gaumata (antico persiano:  𐎥𐎢𐎶𐎠𐎫, Gaumāta), che regnò per sette mesi sull'Impero persiano prima di essere ucciso da Dario I nel 522 a.C.

## Nome e fonti
Il nome di questo principe achemenide è indicato in varie forme nelle fonti storiche. Il suo nome persiano è Bardiya; Ctesia lo chiama Tanyoxarces (persiano antico: *Tanūvazraka; greco antico: Τανυοξάρκης, Tanuoxárkēs), che indica, inoltre, l'impostore con il nome Sfendadate (antico persiano: *Spantadātah; greco antico: Σφενδαδάτης, Sphendadátēs); Senofonte, che riprende il nome da Ctesia, lo chiama Tanooxares; Marco Giuniano Giustino lo cita come Mergis e in Eschilo il suo nome è Mardos.

## Il figlio di Ciro II
Smerdi fu il più giovane tra i figli di Ciro II. Secondo quanto riferisce Ctesia, poco prima di morire il padre lo fece governatore delle province orientali dell'impero. Come riferito da Dario I nell'iscrizione di Behistun e confermato dallo storico greco Erodoto, un altro dei figli di Ciro, Cambise, il quale era salito al trono al posto del padre, fece segretamente uccidere il fratello temendo che questi potesse tentare di appropriarsi del trono approfittando della circostanza della spedizione del re in Egitto. La morte di Smerdis fu tenuta segreta permettendo, nella primavera del 522 a.C., all'usurpatore Gaumâta di proclamarsi re con il nome di Smerdi.
Erodoto riferisce che Smerdi ebbe una sola figlia, chiamata Parmys, che forse venne sposata in seguito da Dario I per legittimare la sua ascesa al trono.

## L'usurpatore
Durante la campagna africana di Cambise II, durante la quale questi si spinse fino in Nubia, il trono di Persia venne usurpato dal magio Gaumâta, un preteso sacerdote del culto di Mithra, che proclamò di essere Bardiya, sopravvissuto al tentativo del fratello di sopprimerlo e in seguito vissuto in incognito. Gaumâta, grazie a una certa somiglianza con il fratello del re, e aiutato dall'impopolarità di Cambise e dalla sua assenza, ebbe relativa facilità ad assumere il potere.
Il governo dispotico di Cambise II, unito alla sua lunga assenza, dovuta alla campagna di conquista dell'Egitto, dalla Persia, contribuì alla circostanza che ... l'intero popolo, Persiani, Medi e tutte le altre nazioni ... acclamassero l'usurpatore (o, in alternativa, lo stesso Smerdi) specialmente in seguito all'annuncio di remissione delle tasse per tre anni.
Cambise, raggiunto dalla notizia dell'usurpazione, si mise in marcia verso la Persia ma nella primavera dello stesso 522 a.C. morì in circostanze non chiare.
Dario proclamò che il vero nome dell'usurpatore era Gaumâta, un sacerdote zoroastriano originario della Media; questo nome ci è stato tramandato da Junianus Justinus che lo attribuisce però al fratello Cambise (chiamato Patizeithes da Erodoto) il quale è detto essere il reale promotore dell'intrigo; il nome del mago usurpatore, secondo Erodoto, sarebbe Oropastes mentre Ctesia riporta il nome di Sphendadates.
Gli storici sono divisi sulla veridicità delle affermazioni di Dario quando afferma che la regalità di Smerdi sia stata usurpata da Gaumâta. Tale figura potrebbe essere stata inventata da Dario stesso allo scopo di legittimare la sua usurpazione del trono di Persia.

## Il regno
La vicenda del falso Smerdi è narrata da Erodoto e da Ctesia in accordo con la tradizione ufficiale; Cambise prima di morire avrebbe confessato l'uccisione del proprio fratello ma, come riferisce Dario, nessuno ebbe il coraggio di opporsi al nuovo re che governò per sette mesi tutto l'impero. È un fatto abbastanza sicuro che Smerdi/Gaumâta trasferì la sede del governo nella Media e fu proprio in una fortezza del distretto di Nisaya che fu sorpreso ed ucciso da Dario e dai suoi alleati nel settembre del 522 a.C.
Alcuni contratti datati al regno di Smerdi/Gaumâta sono stati rinvenuti nella Babilonia, in essi il nome è riportato come Barziya o Bardiya.

Dario riferisce che Smerdi/Gaumâta avrebbe distrutto alcuni templi e rubato proprietà private, tutti danni che lo stesso Dario avrebbe riparato una volta salito al trono.

## Ulteriori sviluppi
L'anno seguente (521 a.C.), un altro pseudo-Smerdi, detto Vahyazdāta, mise in discussione il potere di Dario ottenendo numerosi successi nelle regioni orientali della Persia. Infine fu sconfitto, catturato e giustiziato.
È possibile che questo pseudo-Smerdi sia identificabile con il re Maraphis che compare come successore nella lista dei re persiani fornita da Eschilo. La morte del falso Bardia venne celebrata annualmente, in Persia, con una festa detta la morte del mago (Magiophani) durante la quale a nessun mago era permesso mostrarsi.